# Půlnoční slunce

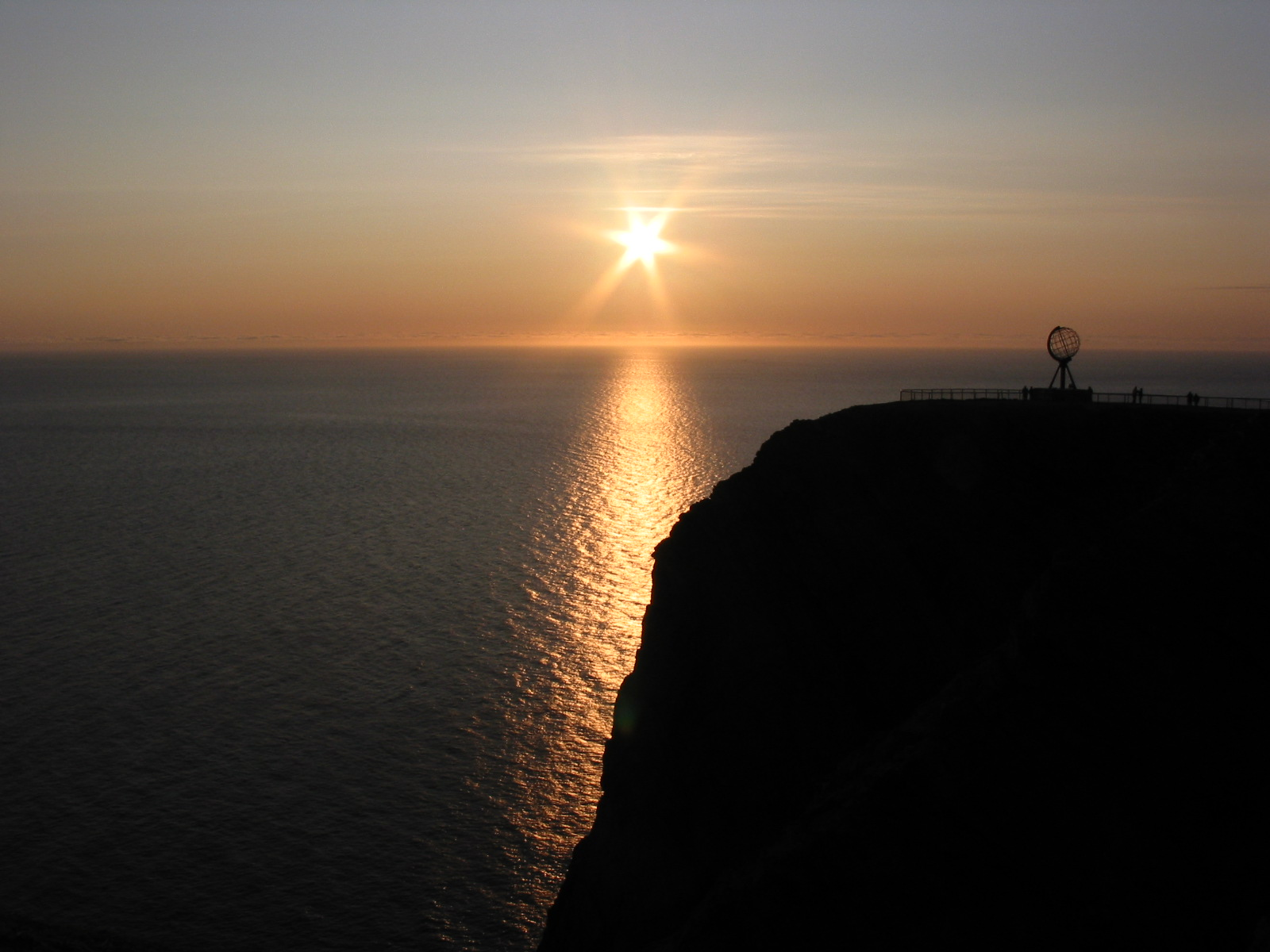
Půlnoční slunce u Nordkappu v Norsku

Půlnoční slunce je jev vyskytující se za polárním kruhem a spočívající v tom, že slunce ani o půlnoci nezmizí za obzor. V Evropě je nejlépe pozorovatelné na severu Skandinávie nebo například v oblasti Laponska (Finsko). Je součástí tzv. polárního dne, kdy na polárním kruhu je mezi východem a západem slunce 24 hodin. Směrem blíž k pólu se doba, kdy slunce nezapadne za obzor, prodlužuje a na samotných pólech trvá půl roku.

## Princip

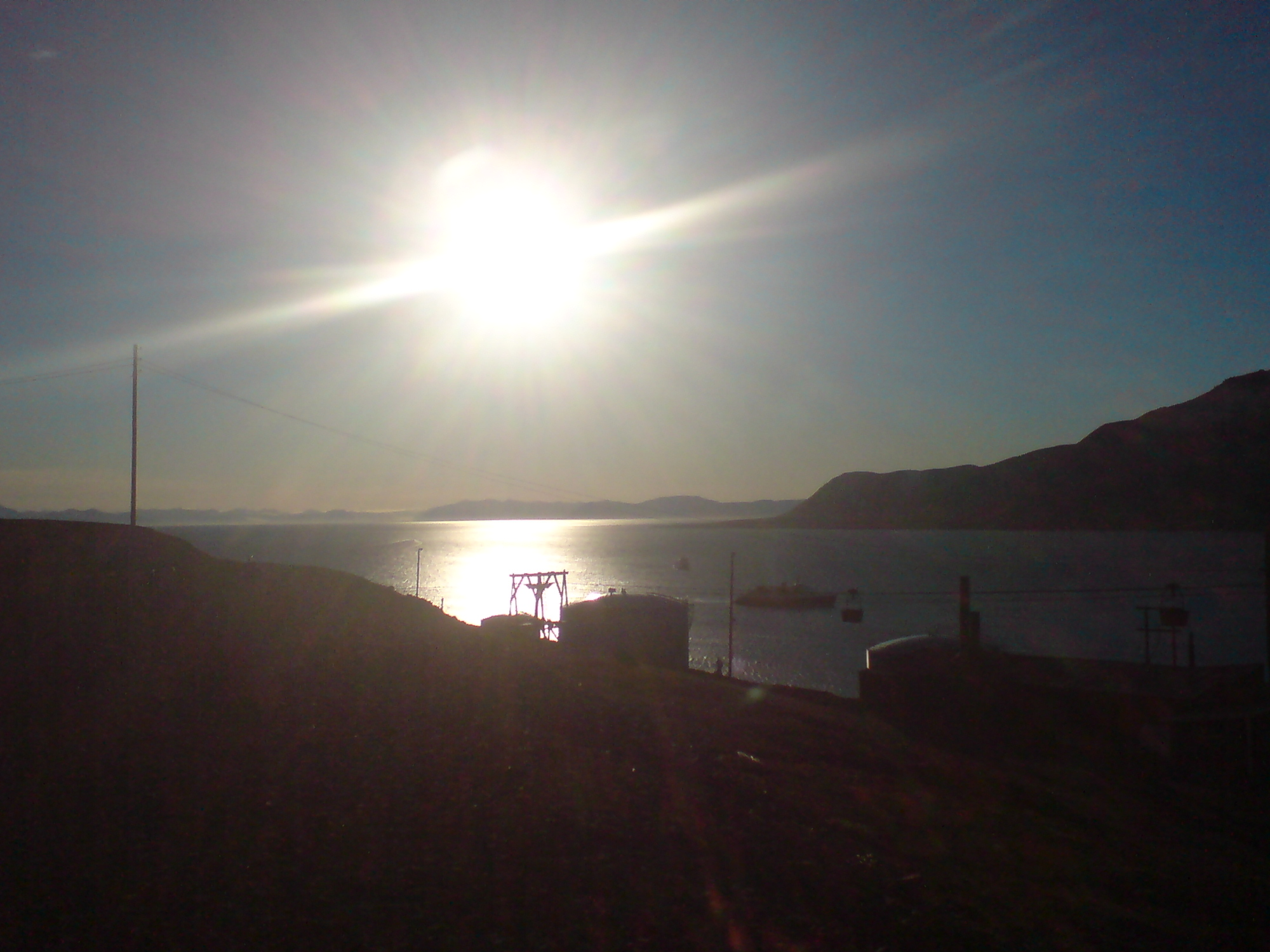
Půlnoční slunce v Longyearbyenu

V letních měsících slunce na severní polokouli nezapadá za polárním kruhem za obzor a i v nočních hodinách je proto v celé oblasti světlo. Půlnoční slunce lze pozorovat v období kolem letního slunovratu. Na jižní polokouli tento jev za jižním polárním kruhem nastává naopak v zimě, nejvíce kolem zimního slunovratu. 